# NGC 1294
NGC 1294 ist eine Elliptische Galaxie vom Hubble-Typ E/S0 im Sternbild Perseus am Nordsternhimmel. Sie ist schätzungsweise 299 Millionen Lichtjahre von der Milchstraße entfernt und hat einen Durchmesser von etwa 95.000 Lichtjahren. Sie bildet mit NGC 1293 ein optisches Galaxienpaar und ist Mitglied des Perseushaufens.
Das Objekt wurde am 17. Oktober 1786 von dem Astronomen Wilhelm Herschel entdeckt.